# Burgstelle Mansberg
Die Burgstelle Mansberg ist eine abgegangene Niederungsburg südwestlich von Dettingen unter Teck im Landkreis Esslingen in Baden-Württemberg.

## Geografische Lage
Die Burgstelle liegt etwa zwei Kilometer westlich von Dettingen unter Teck, am östlichen Rand des bewaldeten Höhenzugs zwischen dem Lauter- und dem Tiefenbachtal, im Waldteil Hagacker, unweit der Rauhen Wiesen an der Talseite des Öhmdbaches. Gegen Norden wird die Anlage durch die 10 bis 15 Meter  tief abfallende Schlucht des dort beginnenden Mansberger Grabens begrenzt.

## Geschichte

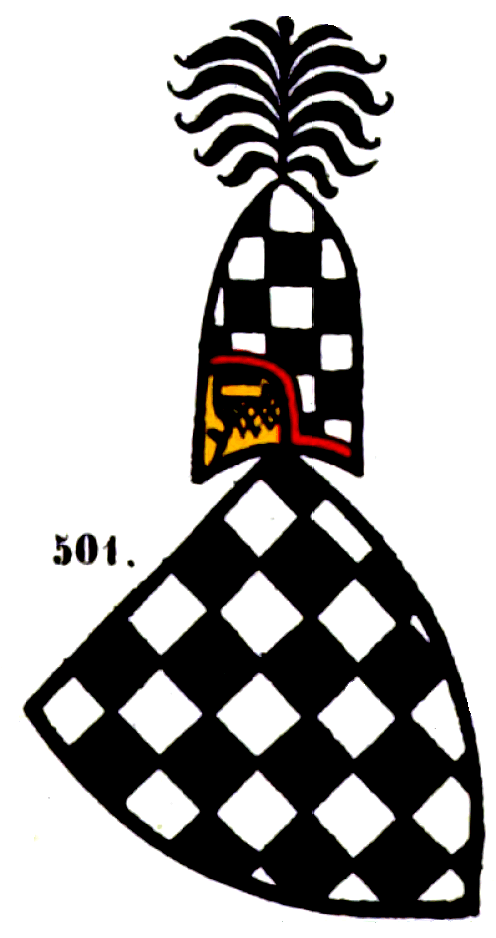
Wappen der Mansberg in der Zürcher Wappenrolle (ca. 1340)

Die 1287 erstmals erwähnte und von den Herren von Mansberg erbaute Burg war später im Besitz von Ministerialen. Sie verfiel vor 1450.
In Nähe der Burg Mansberg entwickelte sich im Mittelalter ein Weiler. Dieser wurde erst im Dreißigjährigen Krieg aufgegeben.

## Beschreibung
Durch einen sechs bis acht Meter breiten und drei bis fünf Meter tiefen Graben getrennt, hebt sich die 25 auf 15 Meter große rechteckige Hauptburg (Innenburg) gegen das ebene umliegende Gelände ab.
Die westlich gelegene Vorburg weist eine ähnliche Ausdehnung wie die Hauptburg auf. Eine Vertiefung auf diesem Gelände könnte auf ein eingestürztes Kellergewölbe hinweisen. Auch die Vorburg wurde durch einen Graben mit ähnlichen Dimensionen der Hauptburg begrenzt. 
Der bis zu fünf Meter breite und bis zu vier Meter tiefe Graben setzt sich als zusätzlicher Graben mit Wall um die Hauptburg fort. Ein weiterer Graben mit Wall ergibt sich in Richtung der Hochfläche gegen Süden und Westen. 
Direkt an die Vorburg schließt sich der wahrscheinliche landwirtschaftliche Teil der Anlage an.